# عصام السعيد
عصام السعيد (1938-1988) كان رسامًا وصانع طباعة ومصممًا ورسامًا ومهندسًا وفيلسوفًا ومؤلفًا عراقيًا متميزًا، وقد أكمل العديد من المباني العامة الكبرى في بغداد ولندن.
الحياة و الوظيفة:
ولد عصام السعيد في بغداد عام 1938 لعائلة ذات نفوذ. كان الابن الثاني لأبوين عراقيين، صباح نوري السعيد وعصمت علي باشا فهمي (من أصل مصري) وحفيد نوري السعيد باشا (رئيس الوزراء العراقي ، 1930-1958). كشخص بالغ، كان شقيقه الأكبر فلاح هو الطيار الشخصي للملك حسين. قُتل كل من والده وجده بوحشية خلال ثورة 1958.
درس الهندسة المعمارية في جامعة كامبريدج وتخرج منها عام 1961 ودرس أيضًا في كلية هامرسميث للفنون والتصميم بلندن في 1962-4. بدأ التحضير لنيل درجة الدكتوراه في منهجية التناسب الهندسي في العمارة الإسلامية في جامعة نيوكاسل أبون تاين عام 1988، لكنه توفي في لندن قبل أن يتمكن من إكمالها. تم نشر العمل بعد وفاته.
عمل:
كان فنانًا متعدد الاستخدامات ، بالإضافة إلى المباني العامة الكبرى التي تم الانتهاء منها في لندن وبغداد، قام أيضًا بتصميم الأثاث بما في ذلك المصابيح والسجاد والبلاط والأثاث، إلخ.  منذ ستينيات القرن الماضي، بدأ في دمج الخط الكوفي في أعماله الفنية، وبذلك انضم إلى صفوف فناني الحروف المتزايدة الذين طوروا هذا الأسلوب في الشرق الأوسط وشمال إفريقيا في الخمسينيات والستينيات. 
تقام أعماله الفنية في مجموعات دولية، خاصة وعامة، بما في ذلك المتاحف الفنية المرموقة مثل: المتحف البريطاني، ومتحف فيكتوريا وألبرت (لندن)، ومتحف الفن الحديث (موما)، نيويورك ؛ المتحف الوطني للفن الحديث (بغداد) والمتحف الوطني للفن الحديث (عمان، الأردن). 
قائمة الأعمال المعمارية:
- المسجد المركزي، لندن ، 1976-1977 [8]
- المركز الثقافي الإسلامي بلندن 1976 - 1977
- مسجد العوسي، بغداد ، 1982-83
- جامع العبود، بغداد 1984

قائمة اللوحات:
- رأس المسيح، ألوان مائية، قلم حبر، زيت على ورق على لوح، 25 × 16 سم، ج. 1959 [9]
- سدوم وعمورة، 1962
- مدينة الحب ألوان زيتية على قماش 102 × 153 سم 1963 (مستوحى من قصيدة نازك الملائكة مدينة الحب) [10]
- المضاعفات الهندسية، المينا على الألمنيوم ، 1979
- عند الباب طبعات 1979
- ولا غليبة إلا الله 1962-1974
- الله الكلمة وسائط مختلفة وزيت على قماش، 50 × 50 سم، 196 [11]
- الكوفي الرابع.
- ثلاث نساء، حفر أكواتينتا.

المنشورات:
- الفن الإسلامي والعمارة: نظام التصميم الهندسي، 1993 (نُشر بعد وفاته بناءً على أطروحة دكتوراه)
- المفاهيم الهندسية في الفن الإسلامي، مهرجان العالم الإسلامي، لندن، 1976 (بالاشتراك مع أ. بارمان)

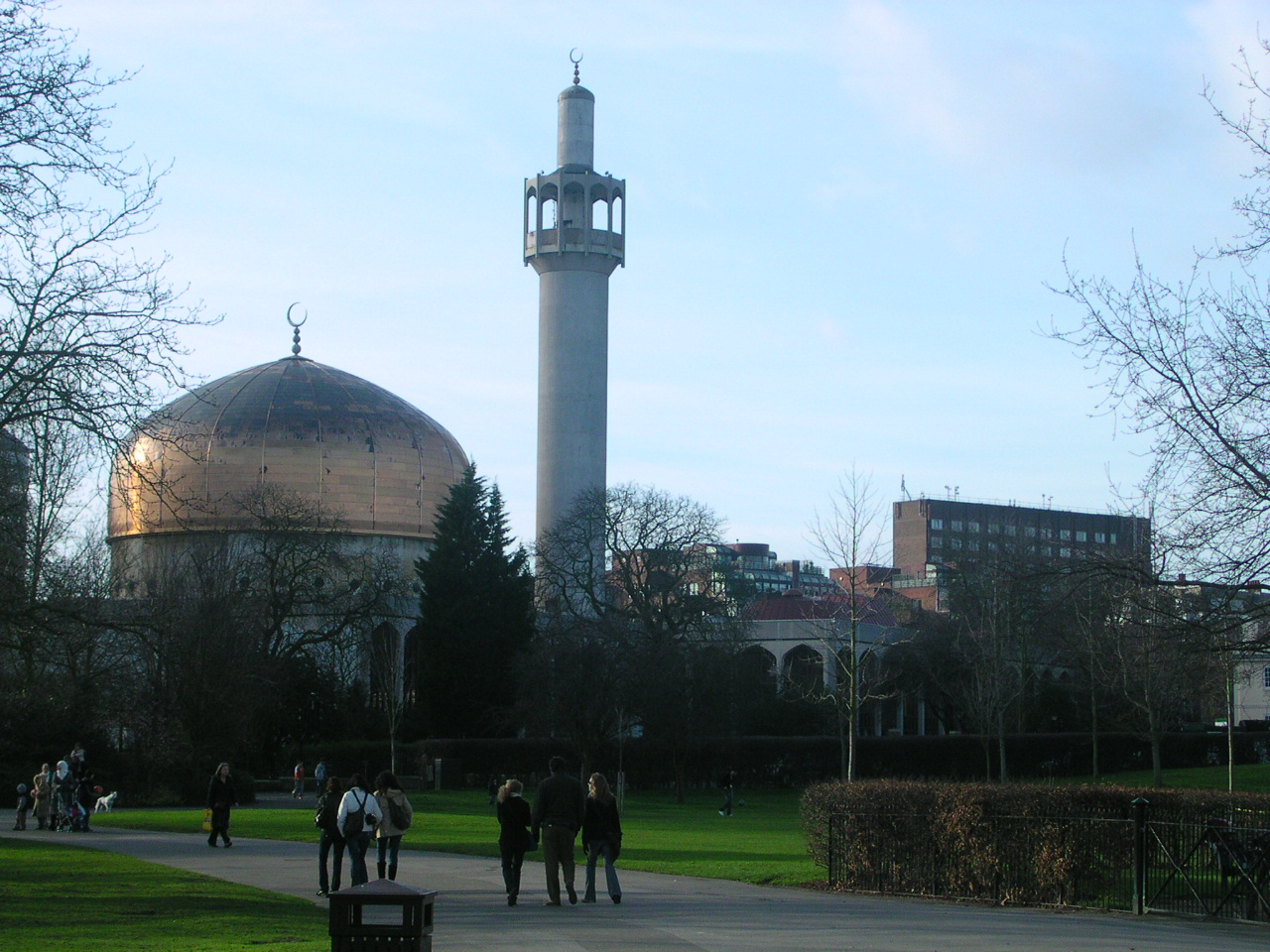
مسجد لندن المركزي من تصميم عصام السعيد ، 1976-77